# إليانور ريتشاردسون
إليانور ريتشاردسون (بالإنجليزية: Eleanor Richardson) هي دراجة بريطانية، ولدت في 1 يوليو 1986.

## وصلات خارجية
- إليانور ريتشاردسون على موقع أرشيف الدراجات (الإنجليزية)
- إليانور ريتشاردسون على موقع اتحاد ألعاب الكومنولث (مؤرشف) (الإنجليزية)